# Gli ultimi giorni di Pompei (miniserie televisiva)
Gli ultimi giorni di Pompei (The Last Days of Pompeii) è una miniserie televisiva, co-prodotta dalla Rai e dalla Paramount Pictures Television, tratta dall'omonimo romanzo di Edward Bulwer-Lytton.
Girata in lingua inglese ai Pinewood Studios, è stata trasmessa per la prima volta negli Stati Uniti sulla ABC nel 1984, anno in cui è stata presentata dalla Sacis al festival di Cannes. In Italia è invece andata in onda solo cinque anni dopo.

## Trama
Si narra dell'amore tra il patrizio Glauco e la sacerdotessa di Iside Ione ostacolato dal subdolo e misterioso Arbace, capo del tempio della divinità egizia. Sullo sfondo s'intrecciano vari personaggi e vicende e la situazione critica del Vesuvio.